# Blood Omen: Legacy of Kain
Blood Omen: Legacy of Kain (укр. Криваве Знамення: Спадщина Каїна) — відеогра 1996 року, перша частина у серії відеоігор Legacy of Kain.

## Сюжет
Головним героєм гри є Каїн. Сюжет починається з моменту, коли мандрівний нащадок дворянського роду попросився на нічліг у заїжджому дворі міста Зігстурл. Каїна виганяють у ніч, прямо в лапи банди найманців, посланих за його життям. У жорстокому бою, результат якого відомий заздалегідь, Каїн гине. Уклавши угоду зі зберігачем смерті Мортаніусом, він повертається до життя і починає свій похід по Нозготу у вигляді вампіра.

## Геймплей

### Головний персонаж
Гравцеві доведеться увійти в роль Каїна — вампіричної істоти. У ході відеогри Каїн буде використовувати магічні здібності, які притаманні його вампіричній сутності: він може пити кров відразу у кількох ворогів, контролювання ворогів та вбивати їх на відстані. Так само він зможе приймати личину вовка, кажана або туману, пробираючись таким чином у недоступні місця.

## Проекти
- Проект Reanimation: Legacy Of Kain Blood Omen (мод для Oblivion)
- Проект Blood Omnicide (Blood Omen в 3D)